# Wolflight
Wolflight è un album in studio del musicista inglese Steve Hackett, pubblicato nel 2015.

## Tracce
1. Out of the Body
2. Wolflight
3. Love Song to a Vampire
4. The Wheel's Turning
5. Corycian Fire
6. Earthshine
7. Loving Sea
8. Black Thunder
9. Dust and Dreams
10. Heart Song